# 슬릭 (래퍼)
슬릭(영어: Sleeq, 본명: 김령화, 1991년 7월 4일 ~ )은 대한민국의 래퍼이다. 2011년에 언더그라운드 힙합 크루인 ‘위메익 히스토리’에서 활동을 시작했고, 한국 여성 MC들의 전형적인 스타일과는 다른 느낌의 랩과 리리시즘으로 주목 받았으며, 같은 해 두 번째 믹스테입 “청춘”을 발표하였다. 2012년 5월, 믹스테입 “WEEKLY SLEEQ”을 공개하며 힙합씬에 이름을 알렸다. 2013년, 데뷔 싱글 “Lightless”를 발매하였으며, 래퍼 제리케이의 제안으로 그가 이끄는 레이블 daze alive에 합류했다. 2014년, 싱글 "Rap Tight"을 발매하여, 본격적으로 힙합씬의 주목을 받게 되었다. 슬릭과 데이즈 얼라이브는 2014년 6월 22일, 공식적으로 출범을 알린 흑인 음악 전문의 에이전시, 매니지먼트사 스톤쉽 (Stone Ship)과 계약, 폭넓은 활동을 모색할 것이라 밝혔다. 2020년 8월 25일, 싱글 앨범 “걸어가”를 발매를 끝으로 daze alive와의 관계를 크루로 전환하며, 소속사를 유어썸머로 이전하였다.

## 디스코그래피
- 2012년 5월 4일 믹스테입 'WEEKLY SLEEQ'
- 2012년 12월 22일 믹스테입 '청춘'
- 2013년 5월 26일 디지털 싱글 'Lightless'
- 2014년 3월 3일 디지털 싱글 'Rap Tight'
- 2015년 1월 6일 디지털 싱글 'Classism'
- 2015년 2월 11일 디지털 싱글 'Energy / Python'
- 2016년 5월 26일 디지털 싱글 'One And Only'
- 2016년 6월 3일 정규 1집 'COLOSSUS'
- 2017년 3월 29일 디지털 싱글 'MA GIRLS'
- 2018년 4월 17일 디지털 싱글 '춤'
- 2018년 5월 24일 정규 2집 'LIFE MINUS F IS LIE'
- 2019년 1월 26일 디지털 싱글 'I'm Okay'
- 2020년 5월 5일 디지털 싱글 'HERE I GO'
- 2020년 8월 25일 디지털 싱글 '걸어가'

## 합작 앨범
- 2015년 12월 15일 디지털 싱글 '미뤄' (폴킴과 합동)
- 2017년 1월 9일 디지털 싱글 '이륙' (던말릭과 합동)
- 2017년 1월 25일 믹스테입 'FOMMY HILTIGER' (던말릭과 합동)

## 참여 앨범
- 2012년 1월 31일 패러닥트 - 'Autonomic Daydreamin`'
- 2012년 9월 10일 제리케이 - '우성인자 2'
- 2013년 6월 28일 코드 쿤스트 - 'Hear Things'
- 2013년 11월 15일 제리케이 - 'DOPE DYED'
- 2014년 1월 22일 컴필레이션 앨범 'Sound Providers of Korea'
- 2014년 5월 23일 던말릭 - 'Hashtag'
- 2014년 9월 23일 제리케이 - '현실, 적'
- 2014년 10월 10일 준웨더 - 'New Bloodz Rumble'
- 2014년 11월 17일 제리케이 - 'Higher'

## 방송 출연
- EBS 《스페이스 공감》 2017-04-13[4]
- EBS 《배워서 남줄랩 시즌 2》 2018-2019[5][6]
- M net 《GOOD GIRL: 누가 방송국을 털었나》출연자 2020